# あの空の彼方へ
「あの空の彼方へ」（Stuck Inside a Cloud)は、2003年に発売されたジョージ・ハリスンの楽曲。ジョージは2001年11月29日、肺がんと脳腫瘍で他界したため、死後の発表となった。

## 概要
ジョージ・ハリスン最後のアルバム「ブレインウォッシュド」からのシングル。